# Aphrissa statira
Aphrissa statira es una especie de mariposa, de la familia de las piérides, que fue descrita originalmente con el nombre de Papilio statira, por Pieter Cramer, en 1777, a partir de ejemplares con etiqueta original "Côte de Coromandel" la cual es una designación general para el continente americano.

## Distribución
Aphrissa statira está distribuida entre las regiones Neotropical, Neártica y ha sido reportada en al menos 20 países.

## Plantas hospederas
Las larvas de A. statira se alimentan de plantas de las familias Fabaceae, Sapindaceae, Bignoniaceae y Brassicaceae. Entre las plantas hospederas reportadas se encuentran Dalbergia ecastaphyllum, Entada rheedii rheedii, Melicoccus bijugatus, Callichlamys latifolia, Capparis frondosa, Machaerium arboreum, Machaerium floribundum, Machaerium salvadorense, Senna cobanensis, Senna pallida, Swartzia cubensis, Zygia longifolia, Xylophragma seemannianum, Dalea carthagenensis, Diphysa americana y especies no identificadas de los géneros Calliandra, Cassia y Arachis.

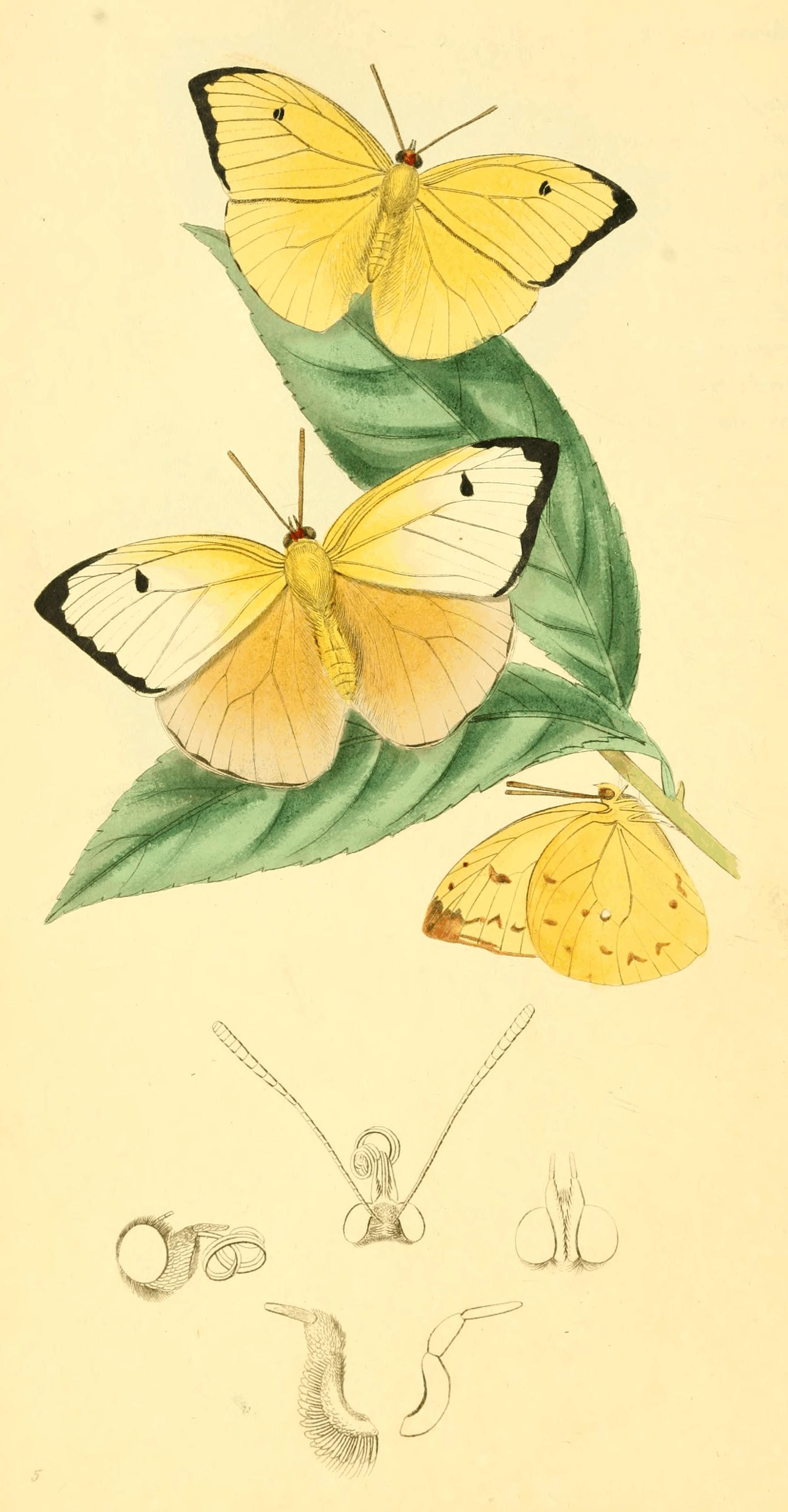
Ilustración de Aphrissa statira en la obra de Swainson.